# Gottfried Schwarz (SS-Mitglied)
Gottfried Schwarz (* 3. Mai 1913 in Fürth; † 19. Juni 1944 in San Pietro al Natisone), Spitzname „Friedl“, war SS-Untersturmführer und an der „Aktion T4“ beteiligt. Während der „Aktion Reinhardt“ war Schwarz stellvertretender Lagerkommandant im Vernichtungslager Belzec und Kommandant des Arbeitslagers Dorohucza.

## Leben
Gottfried Schwarz, Mitglied der NSDAP (Mitgliedsnummer 1.321.742) und SS (SS-Nummer 37.768), war nach der nationalsozialistischen „Machtergreifung“ Angehöriger der Leibstandarte SS Adolf Hitler und auch im KZ Dachau bei der Wachmannschaft eingesetzt. Wahrscheinlich ab 1939 oder 1940 wurde Schwarz zur „Aktion T4“ versetzt und arbeitete dort als „Leichenbrenner“ in den „Euthanasie“-Anstalten Grafeneck, Brandenburg und Bernburg. Ab Ende 1941 wurde Schwarz zunächst unter Christian Wirth und ab Anfang August 1942 unter Gottlieb Hering stellvertretender Kommandant im Vernichtungslager Belzec. Schwarz war verantwortlicher Leiter für den Vergasungsvorgang im Vernichtungsbereich des Lagers Belzec, in dem mehr als 430.000 Juden ermordet wurden. Nach der Auflösung des Lagers Belzec wurde Schwarz im März 1943 Lagerkommandant im Arbeitslager Dorohucza. Schwarz wurde wegen seiner „Taten“ von Heinrich Himmler als einer der verdientesten Männer der „Aktion Reinhardt“ bezeichnet und zugleich am 21. Juni 1943 zum SS-Untersturmführer befördert. Im September 1943 kam Schwarz nach Lublin und löste dort Christian Wirth, der nach Triest versetzt worden war, als Kommandant des Arbeitslagers am Flugplatz ab und behielt diese Position bis zur Auflösung des Lagers im November 1943. Nach Beendigung der „Aktion Reinhardt“ wurde Schwarz Ende 1943 wie der Großteil des Personals der „Aktion Reinhardt“, zur Operationszone Adriatisches Küstenland nach Triest versetzt. Hier war er Angehöriger der „Sonderabteilung Einsatz R“, die der „Judenvernichtung“, der Konfiszierung jüdischen Vermögens und der Partisanenbekämpfung diente. Schwarz wurde am 19. Juni 1944 in San Pietro al Natisone von Partisanen getötet.
Nach Kriegsende wurde Schwarz gemeinsam mit Christian Wirth und Franz Reichleitner, dem zweiten Kommandanten des Vernichtungslager Sobibor, auf dem deutschen Soldatenfriedhof Costermano in der Provinz Verona bestattet. Nach Protesten wurden die Namen der drei getöteten SS-Männer Anfang der 1990er Jahre aus dem „Ehrenbuch“ des Friedhofs getilgt und ihre Dienstgrade auf den Grabsteinen entfernt.